# Carlota Baró
Pour les articles homonymes, voir Baró.
Carlota Baró, de son nom complet Carlota Baró Riau, née le 12 mars 1989, est une actrice espagnole connue pour son interprétation du rôle de la serveuse Mariana, fille de Rosario, dans la série espagnole El secreto de Puente Viejo.

## Biographie
Née à Barcelone en 1989, Carlota Baró étudie à l'Escuela Company et est aussi diplômée en danse moderne à l'Escuela Mar Estudio de Danza, puis en lettres à l'université Pompeu Fabra. Elle parle couramment le castillan, le catalan et l'anglais.
En 2011, elle est appelée à jouer le rôle de Mariana Castañeda dans la telenovela El secreto de Puente Viejo. Son personnage est l'un des plus importants de cette série qui compte plus de 800 épisodes.

## Filmographie

### À la télévision
- 2011-2013 : Le Secret (El secreto de Puente Viejo) : Mariana Castañeda, la fille de Rosario, que remplacera sa mère comme serveuse à la maison de Dona Francisca quand celle-ci sera transférée chez Tristàn